# Namcito
Nguyễn Thành Nam, thường được biết đến với nghệ danh Namcito (sinh ngày 11 tháng 3 năm 1983), là một nam nhà làm phim kiêm doanh nhân người Việt Nam. Anh được biết đến khi hợp tác với Bảo Nhân để thực hiện loạt phim Gái già lắm chiêu.

## Tiểu sử
Namcito xuất thân từ gia đình có truyền thống nghệ thuật. Mẹ anh là diễn viên chèo. Cô dì chú bác đều tham gia nghệ thuật trong quân đội.

## Sự nghiệp
Anh bắt tay thực hiện bộ phim điện ảnh đầu tiên Gái già lắm chiêu (2016) cùng đạo diễn Bảo Nhân. Đây là tác phẩm mở đầu cho những thành công liên tiếp của vũ trụ Gái già lắm chiêu.
Hai người tiếp tục sản xuất các dự án thành công như Mùa oải hương năm ấy, Chạy đi rồi tính, series điện ảnh Gái già lắm chiêu, Cô gái từ quá khứ. Thành công của Gái già lắm chiêu 2, Gái già lắm chiêu 3 và Gái già lắm chiêu V - Những cuộc đời vương giả mang về cho cả hai giải thưởng Đạo diễn xuất sắc tại các giải thưởng điện ảnh như Ngôi Sao Xanh 2019, Giải Cánh diều 2020.
Ngoài ra, Namcito và Bảo Nhân còn thực hiện remake bộ phim Hàn Quốc nổi tiếng She was pretty (VTV3), với tựa Việt Mối tình đầu của tôi. Đầu năm 2022, bộ đôi Đạo diễn/Nhà sản xuất chính thức công bố ra mắt vũ trụ điện ảnh mới mang tên Vũ Trụ Mỹ Nhân.
Tháng 5 năm 2024, đạo diễn Namcito và Bảo Nhân công bố dự án phim điện ảnh Hoàng hậu cuối cùng, hợp tác sản xuất giữa Galaxy Studio, HKFilm và MAR6 Studios. Kịch bản được lấy cảm hứng từ tiểu thuyết Tình sử Nam Phương Hoàng hậu của nhà văn Trần Thị Hảo, và cuốn sách Nam Phương Hoàng hậu của tác giả Lê Lan Khanh. Tháng 7 năm 2024, đoàn phim thông báo casting diễn viên cho các vai diễn trong phim. Phim dự kiến bấm máy năm 2025 tại Huế, Đà Lạt, Buôn Ma Thuột, Thành phố Hồ Chí Minh, và vùng Chabrignac (Pháp) - nơi Hoàng hậu Nam Phương sống những ngày cuối đời.

## Danh sách phim

### Phim điện ảnh
| Năm  | Tựa đề              | Vai trò  | Vai trò   | Vai trò           | Chú thích      |
| Năm  | Tựa đề              | Đạo diễn | Biên kịch | Sản xuất          | Chú thích      |
| ---- | ------------------- | -------- | --------- | ----------------- | -------------- |
| 2016 | Gái già lắm chiêu   | Có       | Có        | Giám đốc sản xuất |                |
| 2016 | Chạy đi rồi tính    | Có       | Có        | Giám đốc sản xuất |                |
| 2018 | Gái già lắm chiêu 2 | Có       | Có        | Giám đốc sản xuất |                |
| 2020 | Gái già lắm chiêu 3 | Có       | Có        | Có                |                |
| 2021 | Gái già lắm chiêu V | Có       | Có        | Có                |                |
| 2022 | Cô gái từ quá khứ   | Có       | Có        | Có                |                |
| 2026 | Hoàng hậu cuối cùng | Có       | Có        | —                 | Sắp phát hành  |
|      | Hào quang rực rỡ    | Có       | Có        | —                 | Chưa phát hành |

### Phim truyền hình
| Năm  | Tựa đề               | Vai trò  | Vai trò  | Vai trò   | Chú thích |
| Năm  | Tựa đề               | Sản xuất | Đạo diễn | Biên kịch | Chú thích |
| ---- | -------------------- | -------- | -------- | --------- | --------- |
| 2014 | Mùa oải hương năm ấy | Có       | Có       | Có        |           |
| 2019 | Mối tình đầu của tôi | Có       | Có       | Có        |           |

### Phim sitcom
| Năm  | Tựa đề                    | Vai trò  | Vai trò  | Vai trò   | Chú thích |
| Năm  | Tựa đề                    | Sản xuất | Đạo diễn | Biên kịch | Chú thích |
| ---- | ------------------------- | -------- | -------- | --------- | --------- |
| 2009 | Bộ tứ 10A8                | Không    | Không    | Có        |           |
| 2010 | Những phóng viên vui nhộn | Không    | Không    | Có        |           |
| 2013 | Tiệm bánh hoàng tử bé     | Không    | Không    | Có        |           |
| 2014 | Tiệm bánh hoàng tử bé 2   | Không    | Không    | Có        |           |
| 2014 | Căn hộ 69                 | Có       | Có       | Có        |           |
| TBU  | Gia đình vô địch          | Có       | Có       | Có        |           |

### Chương trình talkshow, phim du lịch
| Năm  | Tựa đề                       | Vai trò  | Vai trò  | Vai trò   | Chú thích    |
| Năm  | Tựa đề                       | Sản xuất | Đạo diễn | Biên kịch | Chú thích    |
| ---- | ---------------------------- | -------- | -------- | --------- | ------------ |
| 2019 | Bistro K - Quán ăn hạnh phúc | Có       | Có       | Có        | Talkshow     |
| 2019 | Nàng thơ xứ Huế              | Có       | Có       | Có        | Phim du lịch |

## Giải thưởng và đề cử
| Năm  | Giải thưởng             | Hạng mục                             | Tác phẩm đề cử      | Kết quả            | Chú thích |
| ---- | ----------------------- | ------------------------------------ | ------------------- | ------------------ | --------- |
| 2021 | Liên hoan phim Việt Nam | Phim truyện Xuất sắc                 | Gái già lắm chiêu V | Giải Ban Giám khảo | [ 4 ]     |
| 2020 | Giải Cánh diều          | Phim truyện Xuất sắc                 | Gái già lắm chiêu 3 | Bằng khen          |           |
| 2021 | Giải Cánh diều          | Phim truyện Xuất sắc                 | Gái già lắm chiêu V | Cánh diều bạc      | [ 5 ]     |
| 2021 | Giải Cánh diều          | Đạo diễn Xuất sắc                    | Gái già lắm chiêu V | Đoạt giải          | [ 5 ]     |
| 2023 | Giải Cánh diều          | Phim truyện Xuất sắc                 | Cô gái từ quá khứ   | Đề cử              |           |
| 2019 | Ngôi Sao Xanh           | Phim Điện ảnh Xuất sắc nhất          | Gái già lắm chiêu 2 | Đoạt giải          | [ 2 ]     |
| 2019 | Ngôi Sao Xanh           | Đạo diễn Phim Điện ảnh Xuất sắc nhất | Gái già lắm chiêu 2 | Đoạt giải          | [ 2 ]     |
| 2020 | Ngôi Sao Xanh           | Phim Điện ảnh Xuất sắc nhất          | Gái già lắm chiêu 3 | Đoạt giải          | [ 6 ]     |
| 2020 | Ngôi Sao Xanh           | Đạo diễn Phim Điện ảnh Xuất sắc nhất | Gái già lắm chiêu 3 | Đề cử              | [ 6 ]     |
| 2021 | Ngôi Sao Xanh           | Phim Điện ảnh Xuất sắc nhất          | Gái già lắm chiêu V | Đề cử              |           |
| 2021 | Ngôi Sao Xanh           | Đạo diễn Phim Điện ảnh Xuất sắc nhất | Gái già lắm chiêu V | Đề cử              |           |
| 2022 | Ngôi Sao Xanh           | Phim Điện ảnh Xuất sắc nhất          | Cô gái từ quá khứ   | Đề cử              |           |
| 2022 | Ngôi Sao Xanh           | Đạo diễn Phim Điện ảnh Xuất sắc nhất | Cô gái từ quá khứ   | Đề cử              |           |
| 2022 | DAN Movie & TV Picks    | Phim Điện ảnh được yêu thích         | Cô gái từ quá khứ   | Đoạt giải          |           |